# Восход (Красногвардейский район)
Восхо́д (до 1960-х Найле́бен (идиш ניילעבן‎); укр. Восход, крымскотат. Nayleben, Найлебен) — село в Красногвардейском районе Республики Крым, центр Восходненского сельского поселения (согласно административно-территориальному делению Украины — Восходненского сельского совета Автономной Республики Крым).

## Население
| 2001 | 2014  | 2021  |
| ---- | ----- | ----- |
| 6715 | ↘4808 | ↗4971 |

Всеукраинская перепись 2001 года показала следующее распределение по носителям языка
| Язык       | Процент |
| ---------- | ------- |
| русский    | 81,89   |
| украинский | 14,85   |
| другие     | 1,1     |

### Динамика численности
| - 1926 год — 184 чел. - 1939 год — 140 чел. - 1974 год — 2321 чел. - 1989 год — 6655 чел. | - 2001 год — 6715 чел. - 2009 год — 5991 чел. - 2014 год — 4808 чел. |

## Современное состояние
На 2017 год в Восходе числится 21 улица; на 2009 год, по данным сельсовета, село занимало площадь 271,1 гектара на которой, в более чем 1,9 тысячи дворах, проживало около 6 тысяч человек. В селе действуют средняя общеобразовательная школа, Детский сад «Сказка», дом культуры, библиотека, детская школа искусств, сельская врачебная амбулатория, аптека, отделение Почты России, храм апостола Андрея Первозванного, община Свидетелей Иеговы. Село связано автобусным сообщением с райцентром и соседними населёнными пунктами.

## География
Восход расположен в северо-восточной части района, в степном Крыму, высота центра села над уровнем моря — 42 м. Соседние сёла: Новосельцы в 2,5 км на юго-восток, Чапаево в 3 км на северо-восток, Плодородное в 3 км на север и Видное в 4 км на запад. Расстояние до райцентра — около 10 километров (по шоссе), там же ближайшая железнодорожная станция. Транспортное сообщение осуществляется по региональной автодороге 35Н-267 от шоссе 35А-002 (по украинской классификации — С-0-10657).

## История
Еврейская колония Найлебен возникла в 1925 году, когда советские власти приступили к организованному переселению евреев в Крым. Уже в Списке населённых пунктов Крымской АССР по Всесоюзной переписи 17 декабря 1926 года, в селе Найлебен, Ротендорфского сельсовета Джанкойского района, числилось 52 двора, из них 48 крестьянских, население составляло 184 человека, из них 180 евреев, 3 русских, 1 украинец, действовала еврейская школа, основанная в том же 1926 году. Постановлением ВЦИК «О реорганизации сети районов Крымской АССР» от 30 октября 1930 года, был создан Биюк-Онларский район, как немецкий национальный (лишённый статуса национального постановлением Оргбюро ЦК КПСС от 20 февраля 1939 года) в который включили село. В том же году был образован колхоз им. Молотова. Постановлением Президиума КрымЦИКа «Об образовании новой административной территориальной сети Крымской АССР» от 26 января 1935 года был создан немецкий национальный Тельманский район (с 14 декабря 1944 года — Красногвардейский) и село включили в его состав. По данным всесоюзная перепись населения 1939 года в селе проживало 140 человек.
После освобождения Крыма от фашистов, 12 августа 1944 года было принято постановление № ГОКО-6372с «О переселении колхозников в районы Крыма» по которому в район из областей Украины и России переселялись семьи колхозников, а в начале 1950-х годов последовала вторая волна переселенцев из различных областей Украины. С 25 июня 1946 года Найлебен в составе Крымской области РСФСР, а 26 апреля 1954 года Крымская область была передана из состава РСФСР в состав УССР. В 1958 году на базе колхоза им. Молотова был образован колхоз «Россия», впоследствии ставший одним из лучших хозяйств Крыма. К 1960 году Найлебен был переименован в Восход (согласно справочнику «Крымская область. Административно-территориальное деление на 1 января 1968 года» — в период с 1954 по 1968 год). На 15 июня 1960 года село числилось в составе Плодородненского сельсовета. В 1966 году создан Восходненский сельсовет. На 1974 год в Восходе числился 2321 житель. По данным переписи 1989 года в селе проживало 6655 человек. С 12 февраля 1991 года село в восстановленной Крымской АССР, 26 февраля 1992 года переименованной в Автономную Республику Крым. С 21 марта 2014 года — в составе Республики Крым России.

## Известные жители
- Владимир Иванович Криворотов — председатель колхоза «Россия», Герой Социалистического Труда[49]
- Пётр Семёнович Переверзев — председатель колхоза «Россия», Герой Социалистического Труда[15], депутат Верховного Совета СССР 6-го[50] и 7-го созывов[51].
- Михаил Павлович Колосков — механизатор колхоза «Россия», Герой Социалистического Труда[52].
- Гавриил Григорьевич Лысенко — механизатор колхоза «Россия», Герой Социалистического Труда[52].